# Enoplognatha intrepida
Enoplognatha intrepida là một loài nhện trong họ Theridiidae.
Loài này thuộc chi Enoplognatha. Enoplognatha intrepida được William Sørensen miêu tả năm 1898.